# 161e Squadron RAF
161 (Special Duties) Squadron was een zeer geheime eenheid van de Royal Air Force, die missies uitvoerde als onderdeel van de Royal Air Force Special Duties Service. Het squadron had tijdens de Tweede Wereldoorlog als opdracht de clandestiene acties van de Special Operations Executive (SOE) en de Secret Intelligence Service (SIS) te ondersteunen. Zijn primaire rol was het droppen en oppikken van geheim agenten en apparatuur in het door de nazi's bezette Europa. Het 161 Squadron trad daarnaast ook op als King's Flight (het vliegtransport van de Britse koninklijke familie en van de regering).

## Geschiedenis

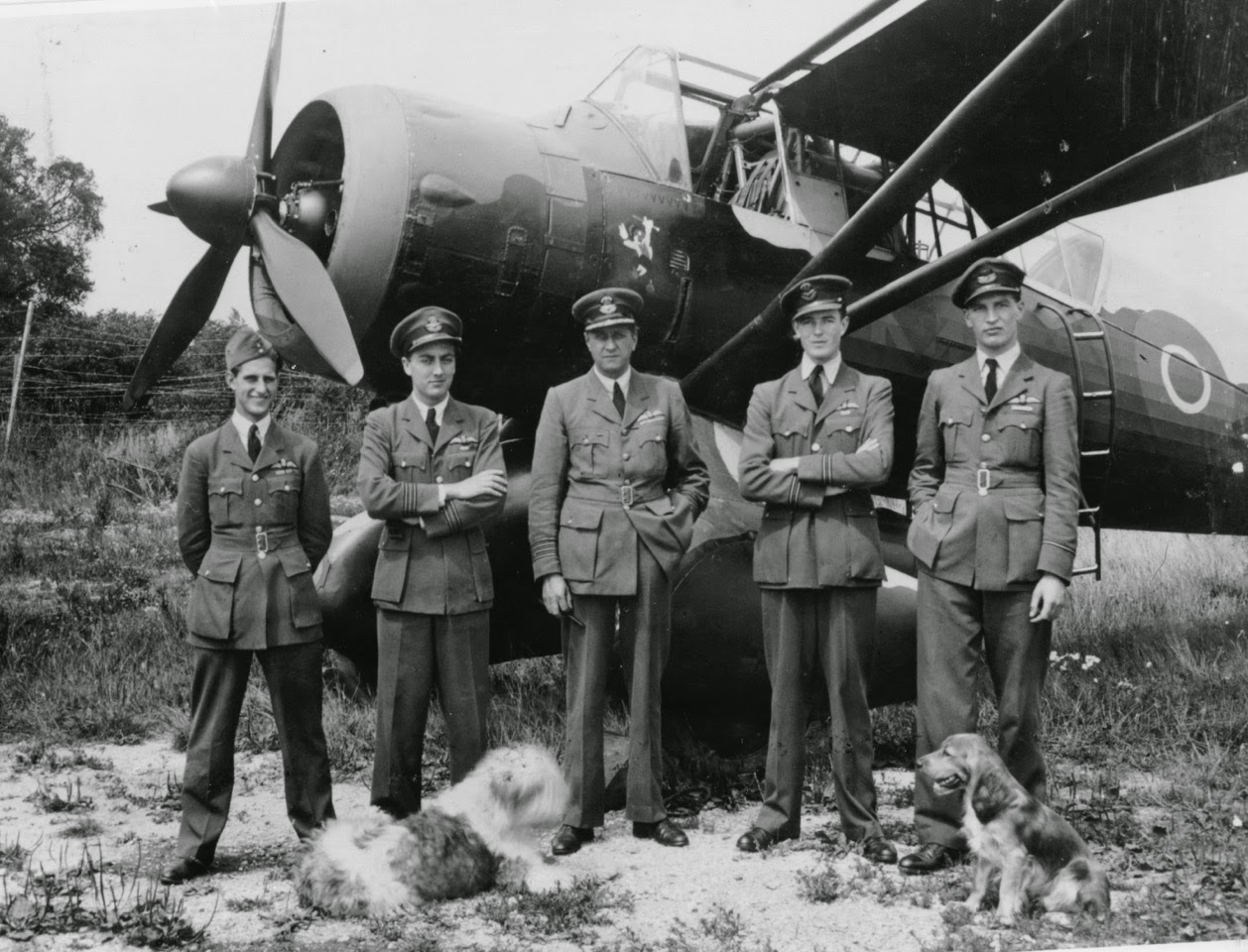
Een Lysander van 161 Squadron op Tangmere (1943)

Het 161 Squadron werd op 15 februari 1942 op de basis RAF Newmarket geformeerd uit de ‘C’-flight Lysander-vluchten en vluchten van Whitleys en Vickers Wellingtons van het 138 (SD) Squadron. Daaraan zijn de piloten en vliegtuigen van de King's Flight toegevoegd om in de behoefte aan een tweede SD-squadron te voorzien. De eenheid stond onder bevel van Edward ‘Mouse’ Fielden, een ervaren piloot die commandant van de King's Flight was geweest. Met Guy Lockhart en 'Sticky' Murphy uit 138 Squadron kreeg hij twee zeer ervaren officieren tot zijn beschikking. De ‘A’-flight van het 161 Squadron bestond uit 6 Westland Lysanders en kende Guy Lockhart als commandant. Zij nam de oppikoperaties voor haar rekening. De ‘B’-flight van 161 Squadron vloog met tweemotorige Whitleys en Wellingtons. Zij had als missie agenten en bevoorrading te parachuteren.
In april 1942 voegde het squadron zich bij 138 Squadron op RAF Tempsford in Bedfordshire. Het bleef daar voor de rest van zijn dienstbestaan. In november 1942 werden de ‘B’-flight's Whitleys vervangen door viermotorige Handley Page Halifax.
Na de beëindiging van de oorlog is dit squadron op 2 juni 1945 ontbonden.

## Vliegtuigen
Het 161 (SD) Squadron gebruikte bij de uitvoering van zijn taken in de loop der tijd onderstaande vliegtuigen.
- Westland Lysander februari 1942 - november 1944
- Armstrong Whitworth Whitley V februari 1942 - december 1942
- Havoc I februari 1942 - december 1943
- Handley Page Halifax B.Mk II september 1942 - december 1942
- Handley Page Halifax B.Mk V november 1942 — november 1944
- Lockheed Hudson III / V oktober 1943 - juni 1945
- Short Stirling III en IV september 1943 - juni 1945

De Lysanders dienden voor het op de grond afzetten en oppikken van agenten, terwijl de andere vliegtuigtypen zijn ingezet voor het parachuteren van agenten en bevoorrading.

## Nederlandse agenten
De Nederlandse geheim agenten Jan Bockma, Pieter Kwint, Pleun Verhoef en Johannes Walter werden door de 161 Squadron bemanningsleden F/L J.W. Menzies (piloot), F/O K.R. Bunney (navigator), Sgt E.M. Elliot (boordschutter) en Sgt D.J. Withers (radio-operator) naar Nederland gevlogen aan boord van de Lockheed Hudson FK790, die op 6 juli 1944 bij Kornwerderzand in het IJsselmeer neerstortte; zij waren vanaf Tempsford opgestegen.
Ook de missie van Krijn Buitendijk (1921-1998), Jacky van der Meer (1922-1987) en marconist Gerrit Kroon (1909-1945) ving aan in een Halifax MkV MA-W LL388 van het 161 Special Duties Squadron, die in de nacht van 28 augustus 1944 vanaf Tempsford naar Brabant vloog en boven de Henriëttewaard werd neergeschoten (zie verder het lemma van een van deze agenten).